# José Villegas Cordero
Pour les articles homonymes, voir Villegas.
José Villegas Cordero, né le 26 août 1844 à Séville et mort le 9 novembre 1921  à Madrid, est un peintre espagnol, et un des directeurs du Musée du Prado.

## Biographie

### Débuts
Sa famille doute de son avenir artistique, mais change d'avis quand en 1860, alors qu'il n'a que seize ans, il vend pour 1000 réals son tableau Exposición Sevillana. Durant deux années, il est apprenti chez le peintre José María Romero López (es) avant d'étudier auprès d'Eduardo Cano à l'école picturale des Beaux-Arts de Séville.
En 1867, il travaille à l'atelier madrilène de Federico de Madrazo. Pour parfaire sa technique, il copie des œuvres de Vélasquez au Musée du Prado, puis influencé par le peintre orientaliste Marià Fortuny, il part pour le Maroc.
À la fin 1868, il est à Rome avec un groupe d'amis où il visite l'atelier d'Eduardo Rosales. Il y produit ses premiers tableaux d'inspiration costumbriste qui connaissent le succès. Il commence également une production à caractère orientaliste à partir des esquisses qu'il a ramenées du Maroc où il retourne rassembler matière à composer. L'engouement pour l'orientalisme est alors à son apogée, et son œuvre est largement diffusée par les galeries Bosch et Hernàndez.

### Carrière
À partir de 1877, il vit souvent à Venise et vend à de riches amateurs américains. En 1887, il s'y fait construire une maison qui devient un lieu privilégié de la haute société ; il commence à prendre en charge de petits groupes d'étudiants.
En 1878, le Sénat lui commande une œuvre de grande ampleur sur le thème de la rencontre entre Cortés et Moctezuma. La commande est annulée quatre ans plus tard mais cela l'encourage à entamer une série de peintures historiques. Par la suite, un éditeur hollandais contacte plusieurs peintres européens de renom pour la publication d'une Bibla Magna, et confie à José Villaga le soin d'illustrer le Livre d'Isaïe.
En 1896, il est profondément affecté par la mort de son jeune frère Ricardo et commence à peindre des œuvres à caractère ecclésiastique. En 1898, il est nommé directeur de l'Academia española de Bellas Artes en Roma, et en 1901 Directeur du Musée du Prado, poste qu'il occupe jusqu'en 1918 et durant lequel il opère de profonds changements.

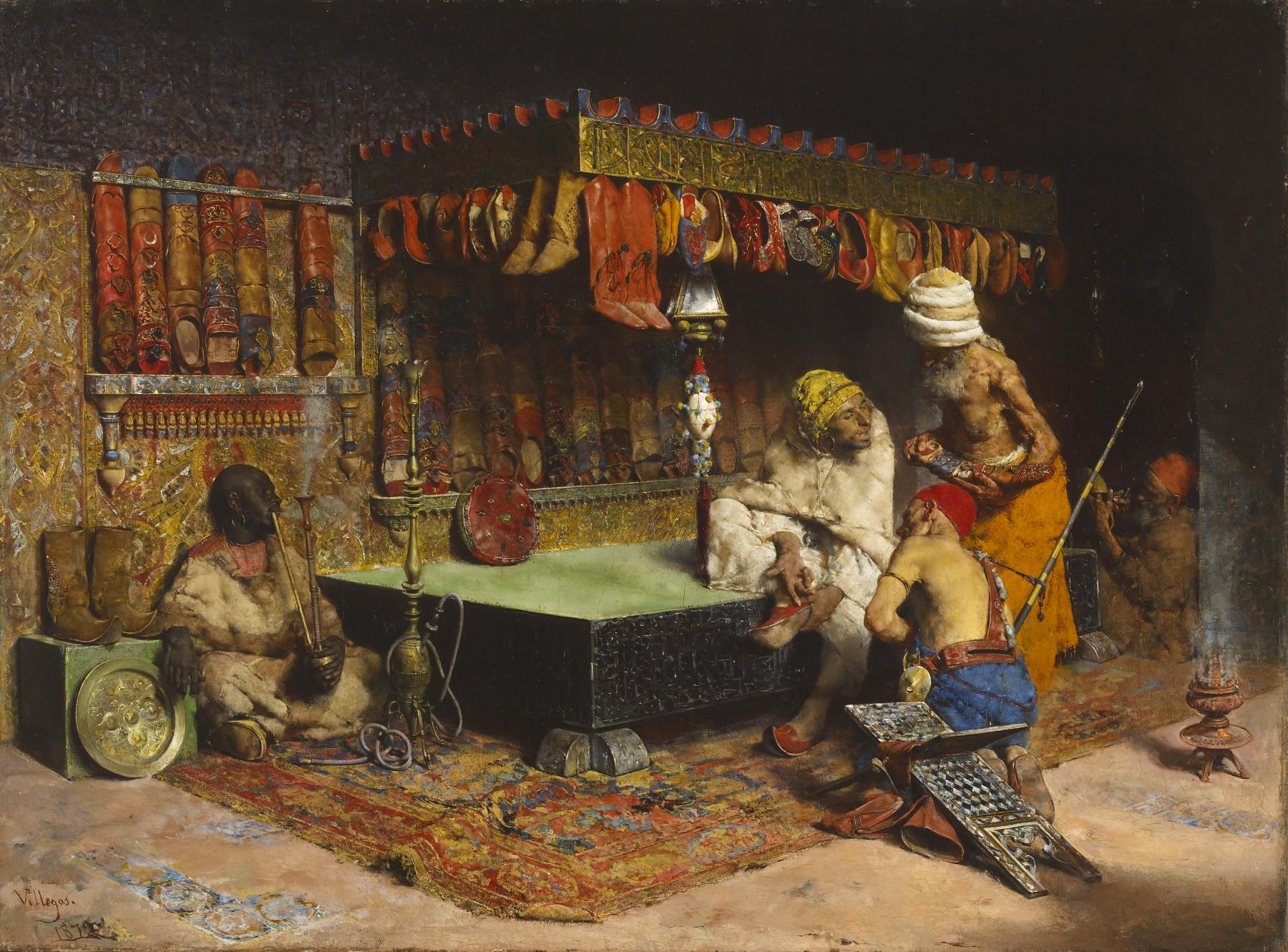
Tienda de babuchas en Marruecos, 1872
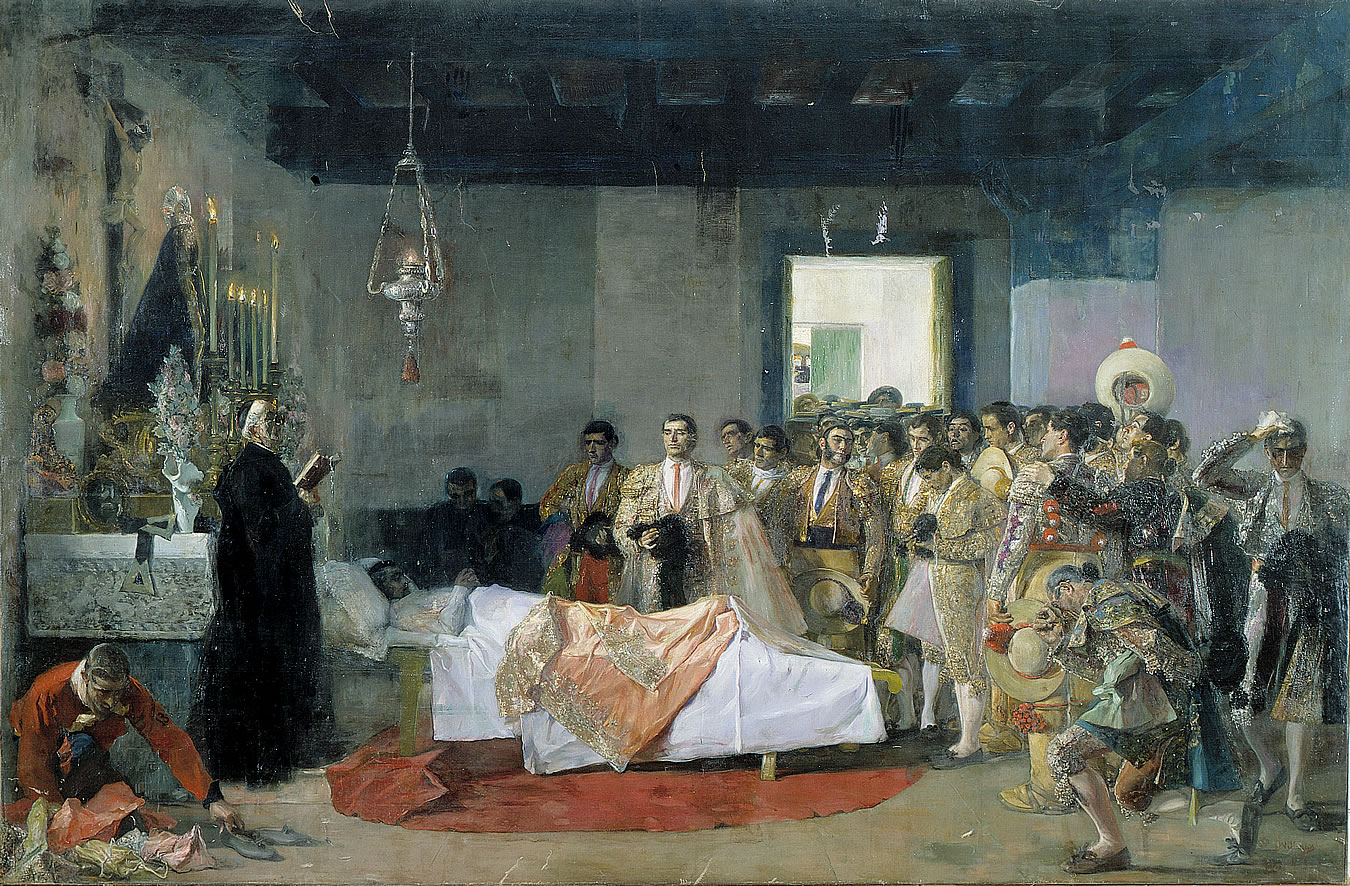
Muerte del maestro, 1884
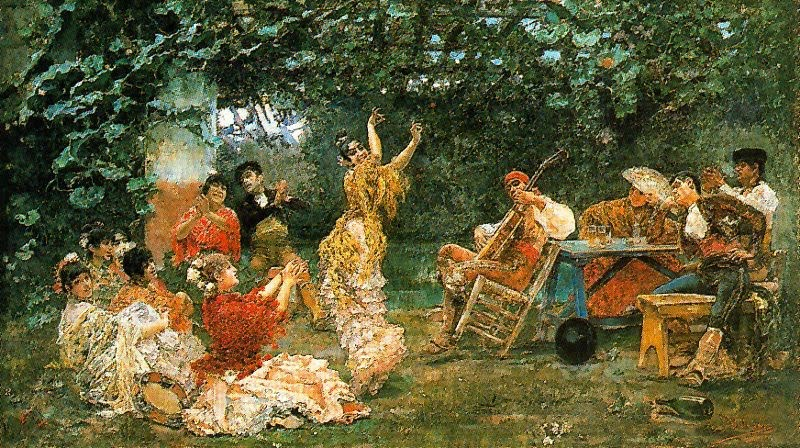
Baile andaluz, 1893
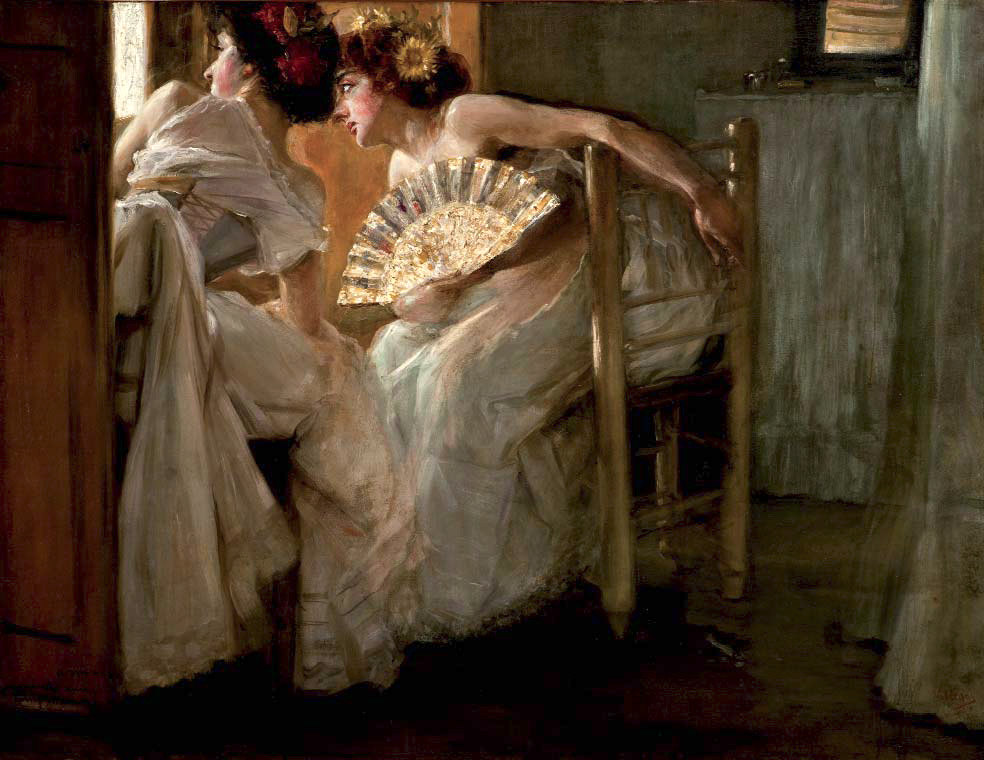
Mujeres en la ventana, 1921
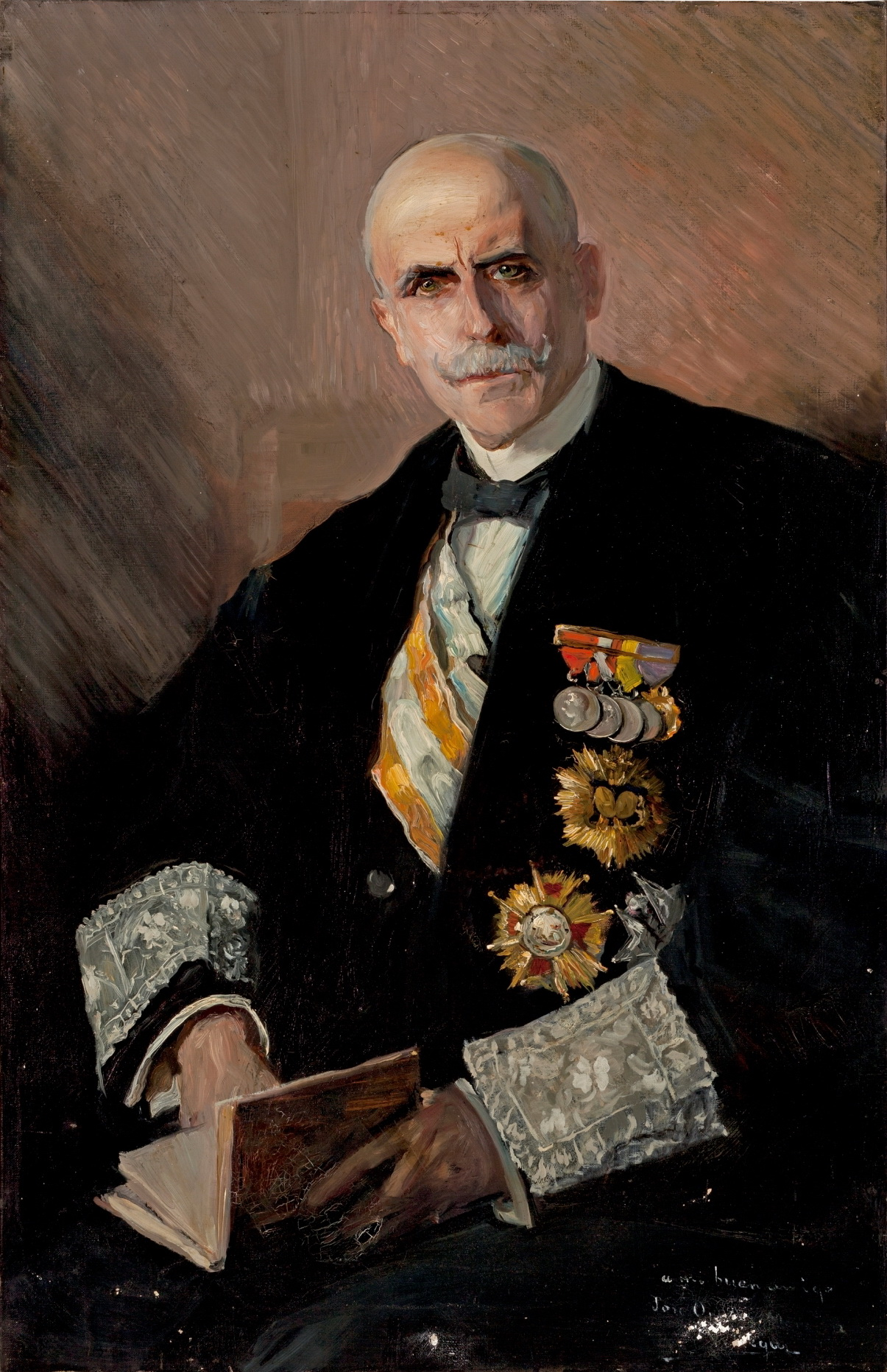
Portrait de José María Ortega Morejón, 1920
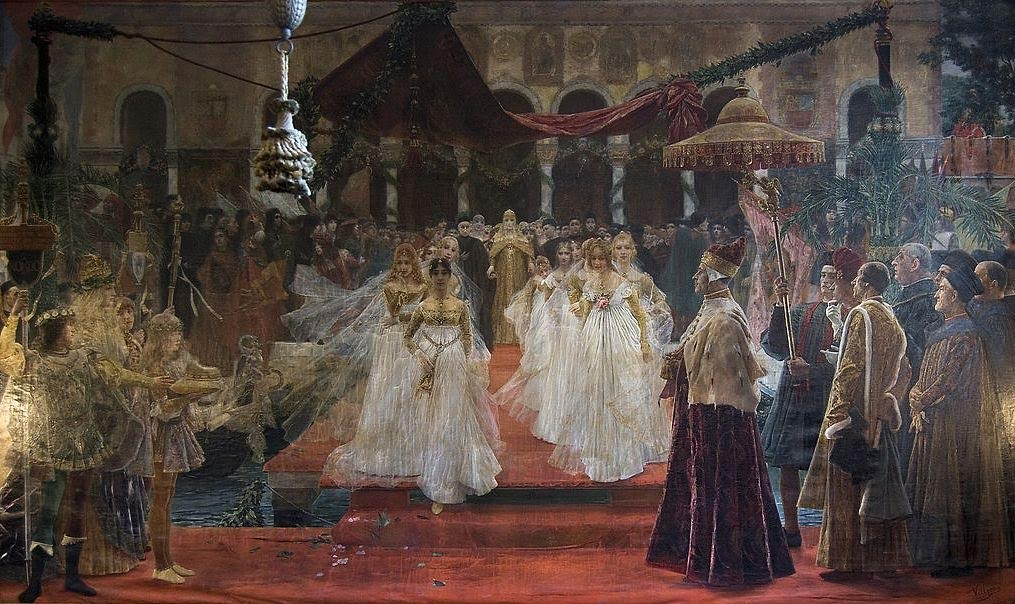
Le triomphe de la Dogaressa Fóscari, 1892